# Васлуєць
Васлуєць( рум. Vasluieț) — річка  в Румунії, у повітах  Ясси та Васлуй. Ліва  притока Бирлад (басейн Чорного моря).

## Опис
Довжина річки — 81 км, найкоротша відстань між витоком і гирлом — 57,58 км, коефіцієнт звивистості річки — 1,41 , середньорічні витрати води і гирлі — 1,1  м³/с. Площа басейну водозбору 692  км².

## Розташування
Бере початок у комуні Скіту-Дука повіту Ясси. Тече переважно на південний схід через село Пояна і у комуні Албешть повіту Валуй, впадає у річку Барлад, ліву притоку Серету.
Притоки: Коропчень (рум. Coropceni), Чортешті (рум. Ciortești), Хірчешті (рум. Chircești) (ліві); Кабунарія (рум. Cărbunăria), Табела (рум. Tabăra), Трестіяна (рум. Trestiana) (праві).
Населені пункти вздовж  берегової смуги від витоку до гирла: Сату-Ноу, Коропчень, Шерботешть, Солешть, Велень, Васлуй, Булбоака.

## Галерея

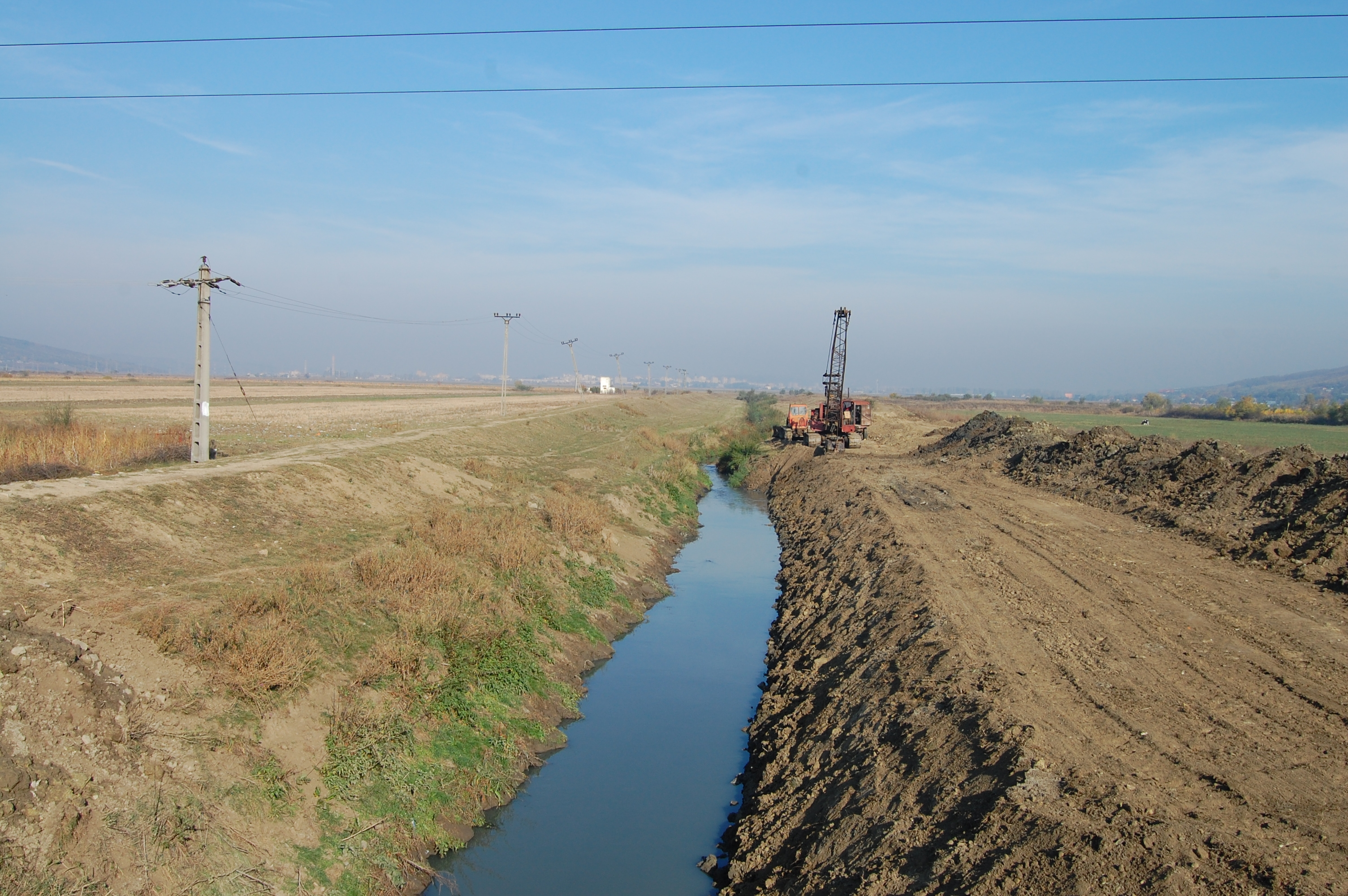
Річка Васлуєць на території комуни Мунтеній-де-Жос